# Warleggan
Warleggan est une paroisse civile des Cornouailles, en Angleterre.